# Tatort: Damian
Damian ist ein Fernsehfilm aus der Krimireihe Tatort. Der vom Südwestrundfunk produzierte Beitrag ist die 1075. Tatort-Episode und wurde am 23. Dezember 2018 im Ersten ausgestrahlt. Die Freiburger Ermittlerin Franziska Tobler ermittelt ihren dritten Fall, zum einzigen Mal (Stand April 2024) ohne ihren Kollegen Friedemann Berg.

## Handlung
Nach dem Vorspann sieht man eine brennende Hütte. Anschließend werden Kommissarin Franziska Tobler und ihr temporärer Kollege Luka Weber gezeigt, während sie den Rentner Heinrich Adam befragen. Sie ermitteln schon seit einiger Zeit in einem Doppelmord an einem 17-jährigen Mädchen und seinem Tennislehrer; Weber vertritt den durch einen Skiunfall verletzten Berg. Adam hatte sein Auto als gestohlen gemeldet, das nun in der Nähe des Tatorts gefunden wurde. Kurze Zeit später erfahren Tobler und Weber von Cornelia Harms, dass im Wald, nicht weit entfernt von der Fundstelle der beiden Toten, eine stark verkohlte, weitere Leiche in einer niedergebrannten Hütte gefunden wurde. Außerdem stellt die Vorgesetzte Meike Richter von der polizeilichen Beratergruppe vor, welche die Arbeit einige Tage begutachten soll.
Parallel zu den Ermittlungen wird der gestresste Jurastudent Damian gezeigt. Er wird nachts in dem Wald von der Polizei aufgegriffen und darauf von Tobler und Weber verhört. Er behauptet, Laufen gewesen zu sein und hat für den Tatzeitpunkt ein Alibi, worauf er gehen darf. Er wirkt zunehmend psychisch labil und schizophren, hat Versagensängste bezüglich seiner Klausuren und fühlt sich von seinen Eltern unverstanden. Er ist Mitglied in einer Landsmannschaft und wohnt in deren Wohnheim. Mit dem Studenten Georg, ebenfalls Landsmannschaftsmitglied, scheint er sich besser zu verstehen als mit seiner Freundin Mia. Da er zudem glaubt, verfolgt zu werden, wendet er sich noch einmal an Tobler. Er gibt ihr einen Werbeprospekt, von dem er glaubt, er sei eine Drohung an ihn. Einen Blutfleck darauf erklärt er damit, dass er Nasenbluten hatte. Tobler nimmt Damian aber nicht ernst. Nur durch ein Missverständnis gelangt der Prospekt doch zur kriminaltechnischen Untersuchung.
Weber erinnert sich an einen ungeklärten Mord, den er 33 Jahre zuvor als Kind mitbekommen hatte. Bei Recherchen findet er heraus, dass die damals ermordete Frau frappierende Ähnlichkeit mit der getöteten Tennisschülerin hat und auf ähnliche Weise erschossen wurde. Dann werden in dem gefundenen Fahrzeug die Fingerabdrücke des Bauarbeiters Peter Trelkovsky gefunden, der neun Jahre zuvor wegen Unsittlichkeit verhaftet worden war. In seinem Wohnhaus werden tote Hunde und Damenunterwäsche entdeckt. Die Ermittler können ihn bald darauf auf einer Baustelle ausfindig machen. Er gibt an, die Hunde getötet zu haben, da er montagebedingt lange abwesend sein musste und gesteht, das Auto gestohlen und eine Zeit lang benutzt zu haben. Später kommt auch noch heraus, dass er eine Reihe von Einbrüchen begangen hat, um an Frauenunterwäsche zu kommen. Die entscheidende Wendung gibt aber seine Aussage, dass er das Auto am Waldrand abgestellt hat, weil er es auch dort gefunden hatte. Dies widerspricht der Angabe Adams, der behauptet hatte, es sei vor seinem Haus gestohlen worden. Die Kommissare stellen den Rentner daraufhin zur Rede und konfrontieren ihn mit der Ähnlichkeit der ermordeten 17-Jährigen und der vor vielen Jahren ermordeten Frau. Adam sieht sich überführt, da die Polizei bei einer Hausdurchsuchung die Waffe finden würde, und gibt zu, den Doppelmord begangen zu haben, weil er in der jungen Frau die von ihm vor Jahren aus Eifersucht ermordete Frau wiedererkannt zu haben glaubte. Bereitwillig stellt er gemeinsam mit der Polizei sein Vorgehen bei dem Doppelmord nach.
Damian steigert sich unterdessen immer weiter in seine Paranoia. Es stellt sich heraus, dass zumindest ein Teil der Gespräche mit Georg nur in seiner Einbildung stattfindet. Er glaubt, unter seiner Haut sei ein Chip platziert worden, den er nur zerstören kann, indem er sich selbst anzündet. Im Polizeirevier erhalten die Kommissare das Ergebnis der Untersuchung des Bluts auf dem Reiseprospekt und stellen überrascht fest, dass es genetisch mit der verkohlten Leiche übereinstimmt. Es ist nun klar, dass in der Hütte Damian verbrannt ist. Er hat sich auf dauernden Zuspruch des eingebildeten Georgs mit brennbarer Flüssigkeit übergossen und angezündet.

## Hintergrund
Der Film wurde vom 4. April 2018 bis zum 8. Mai 2018 an 24 Drehtagen in Baden-Baden, Karlsruhe, Freiburg im Breisgau und Ehrenkirchen (Kohlerhof) gedreht. Die Premiere fand am 4. September 2018 auf dem Festival des Deutschen Films statt.
Etwas ungewöhnlich ist dieser Tatort, da er zwei verschiedene Zeitebenen miteinander verknüpft, was der Zuschauer nur sehr schwer auseinanderhalten kann. Wie sich am Ende herausstellt, spielt die Handlung um Damian – einschließlich seiner Begegnungen mit der Polizei – zeitlich vor den anderen gezeigten Ermittlungen. Als Tag des Doppelmordes wird der 10. März genannt, als Tag des Brandes der 28. April, wodurch man die Zeitspanne erkennen kann. Indizien für die Zeitversetzung sind der optische Zustand der Schreibtische der Kommissare und ein Wasserspender im Präsidium, der in der späteren Zeitlinie fehlt. Zuletzt erreicht die Handlung um Damian den Zeitpunkt, den die Handlung um die Ermittlungen zu Beginn des Films hatte. Man sieht die brennende Hütte, und die Szene, in der Tobler und Weber durch Harms von der verbrannten Leiche erfahren, wird ein zweites Mal gezeigt.

## Rezeption

### Kritiken
Christian Buß vergab bei Spiegel online acht von zehn möglichen Punkten und urteilte: „Doch trotz einiger plakativer Verweise, etwas zu vielen Ablenkungen und leicht zotiger Szenen […] finden die Filmemacher […] einen einfühlsamen Inszenierungsstil, um das Wahrnehmungsgewitter darzustellen, mit dem sich Damian die Welt präsentiert.“
Holger Gertz befand in der Süddeutschen Zeitung: „So ambitioniert und manchmal auch überambitioniert also die Story in ‚Damian‘ ist […] so sehr stimmen die Bilder, beeindrucken die Schauspieler.“
Der Film-Dienst bewertete den Film mit drei von fünf möglichen Sternen und beurteilte ihn als einen bewusst kompliziert entworfenen Krimi „mit einer skurrilen Atmosphäre, der ein nicht immer überzeugendes Verwirrspiel“ betreibe. „Die Bereitschaft zum formalen Experiment und einige gute Darstellerleistungen“ glichen „den geschmacksunsicheren Humor weitgehend aus.“

### Einschaltquoten
Die Erstausstrahlung von Damian am 23. Dezember 2018 wurde in Deutschland von 6,27 Millionen Zuschauern gesehen und erreichte einen Marktanteil von 18,4 % für Das Erste.